# کاتینگهام، نورتهمپتون‌شر
کاتینگهام (به انگلیسی: Cottingham) یک روستا و محله مدنی در بریتانیا است که در Corby واقع شده‌است. کاتینگهام ۹۰۶ نفر جمعیت دارد.